# San Miguel Corporation
San Miguel Corporation — филиппинский многонациональный конгломерат со штаб-квартирой в Мандалуйонг (Метро Манила). Это крупнейшая филиппинская корпорация по доходам, с более чем 24 000 сотрудников на более чем 100 крупных предприятиях в Азиатско-Тихоокеанском регионе.
Его флагманский продукт, San Miguel Beer, является одним из самых продаваемых сортов пива. Производственные операции компании выходят за пределы ее внутреннего рынка в Гонконг, Китай, Индонезию, Вьетнам, Таиланд, Малайзию и Австралию; и ее продукция экспортируется на 60 рынках по всему миру.
С 2008 года SMC выходит за рамки своей основной деятельности, занимаясь топливом и нефтью (Petron Corporation), производством электроэнергии и инфраструктурой. Он был кратко вовлечен в Philippine Airlines с апреля 2012 года по сентябрь 2014 года.

## История
Компания была основана в 1890 году Энрике Марией Барретто де Иказа как пивоваренный завод. Первая фабрика находилась в тогдашнем известном районе Сан-Мигель в Маниле. Позже она становится многонациональной корпорацией San Miguel, распространяющей пиво по всей Азии.

## Филиалы и подразделения
- San Miguel Food and Beverage, Inc.
  - The Purefoods-Hormel Company Inc. (совместное предприятие с Hormel)
  - Magnolia, Inc.
  - San Miguel Foods Inc.
  - San Miguel Super Coffeemix Company Inc.
  - San Miguel Mills Inc.
  - San Miguel Food and Beverage International Ltd.
  - P.T. San Miguel Pure Foods Indonesia
  - San Miguel Brewery Inc.
  - Ginebra San Miguel Inc.
- San Miguel Yamamura Packaging Corporation
- San Miguel Properties, Inc.
- Petron Corporation

### Подчиненные компании
- Anchor Insurance Brokerage Corp.
- ArchEn Technologies Inc.
- Autosweep Post Corporation
- Challenger Aero Air Corporation
- SMC Shipping & Lighterage Corporation
- SMC Stock Transfer Service Corporation
- SMITS, Inc.
- San Miguel Equity Securities, Inc.
- San Miguel Equity Investments, Inc.

## Спортивные команды

### Баскетбол

#### Manila Industrial and Commercial Athletic Association
- San Miguel Braves (1938–1981)

#### Philippine Basketball Association
- San Miguel Beermen (С 1975–настоящее время)
- Barangay Ginebra San Miguel (С 1979–настоящее время)
- Magnolia Hotshots (С 1988–настоящее время)

#### Philippine Basketball League
- Magnolia Purewater Wizards (1983–2010)

#### ASEAN Basketball League
- San Miguel Beermen (ABL) (2011–2013)
- San Miguel Alab Pilipinas (2018) - как имя спонсора

### Волейбол
- Petron Blaze Spikers

### Футбол
- Davao Aguilas F.C. (С 2017-настоящее время; только спонсор)